# Maple Plain (Wisconsin)
Maple Plain – miasto w Stanach Zjednoczonych, w stanie Wisconsin, w hrabstwie Barron.